# Bingham
För andra betydelser, se Bingham (olika betydelser).
Bingham är en stad och civil parish i Rushcliffe i Nottinghamshire i England. Orten har 9 131 invånare (2011). Byn nämndes i Domedagsboken (Domesday Book) år 1086, och kallades då Bingheham.